# Arnaud Valois
Arnaud Valois (Lione, 29 febbraio 1984) è un attore francese.
È noto soprattutto per aver recitato come co-protagonista nel film 120 battiti al minuto.

## Biografia
Dopo aver studiato recitazione alla Cours Florent di Parigi, Valois ha dato inizio alla sua carriera nel cinema recitando nel film Quello che gli uomini non dicono di Nicole Garcia (2006), nel quale ha interpretato uno dei personaggi principali, al fianco di Jean-Pierre Bacri, Vincent Lindon e Benoît Magimel. Nel 2008 ha recitato nel film Cliente di Josiane Balasko, mentre nel 2009 nel film La Fille du RER di André Téchiné.
Dopo una pausa di diversi anni dalla recitazione, è tornato sul grande schermo nel 2017, con il film 120 battiti al minuto di Robin Campillo. In questo Valois ha interpretato uno dei protagonisti, al fianco di Nahuel Pérez Biscayart e Adèle Haenel. Il film, premiato al Festival di Cannes 2017 con il Grand Prix Speciale della Giuria, la Queer Palm  e il Premio FIPRESCI, gli ha valso la notorietà internazionale e la reputazione di nuova rivelazione del cinema francese da parte della stampa e della critica.

## Filmografia
- Plutôt d'accord, regia di Christophe e Stéphane Botti (2004) - corto
- Quello che gli uomini non dicono (Selon Charlie), regia di Nicole Garcia (2006)
- L'Application des peines, regia di Cyprien Vial (2007) - corto
- Cliente, regia di Josiane Balasko (2008)
- La Fille du RER, regia di André Téchiné (2009)
- Les yeux de sa mère, regia di Thierry Klifa (2011)
- Eyes Find Eyes, regia di Jean-Manuel Fernandez e Sean Price Williams (2011)
- 120 battiti al minuto (120 battements par minute), regia di Robin Campillo (2017)
- Selfie di famiglia (Mon bébé), regia di Lisa Azuelos (2019)
- Nos vies formidables, regia di Fabienne Godet (2019)
- Paradise Hills, regia di Alice Waddington (2019)
- Dopo Oliver (Good Grief), regia di Dan Levy (2023)

## Doppiatori italiani
- David Chevalier in 120 battiti al minuto
- Federico Talocci in Selfie di famiglia
- Alessandro Campaiola in Paradise Hills
- Davide Albano in Dopo Oliver